# Aethionema carlsbergii
Aethionema carlsbergii är en korsblommig växtart som beskrevs av P.Arne K. Strid och Konstantinos Papanicolaou. Aethionema carlsbergii ingår i släktet Aethionema och familjen korsblommiga växter. Inga underarter finns listade i Catalogue of Life.